# Costa Rego
Pedro da Costa Rego, mais conhecido como Costa Rego (Pilar, 12 de março de 1889 — Rio de Janeiro, 6 de julho de 1954) foi um jornalista e político brasileiro.

## Biografia
Filho de Pedro da Costa Rego e de Rosa de Oliveira Costa Rego. Teve como irmão, Rosalevo Costa Rego, que foi durante muito tempo, bispo auxiliar do Rio de Janeiro. Casou-se com Alzira Costa Rego, com quem teve quatro filhas.
Veio para o Rio de Janeiro em 1900, para dar sequência aos seus estudos, entrando no Colégio São Bento, concluído em 1906. No ano seguinte, se interessou pelo jornalismo, escrevendo para os jornais Gazeta de Notícias e Correio da Manhã. Em 1923 tornou-se redator-chefe deste último jornal.
Voltando para Alagoas, seguiu a carreira política. Em 1912 foi secretário de agricultura. Elegeu-se deputado federal pelo Partido Democrático, de 1915 a 1918, de 1921 a 1923 e de outubro a dezembro de 1928. Foi governador de Alagoas no período de 12 de junho de 1924 a 7 de junho de 1928, além de senador de 1929 a 1930 e de 1935 a 1937. Participou em dezembro de 1932 da fundação do Partido Economista Democrático de Alagoas. Em 1935 reelegeu-se senador pelo Partido Progressista de Alagoas. Participou em 1945 da primeira reunião do diretório nacional da União Democrática Nacional (UDN).
Em 1951 atuou como delegado brasileiro na Assembléia Geral da Organização das Nações Unidas (ONU), em Nova Iorque. Foi também diretor do Banco de Crédito e Comércio de Minas Gerais, sócio da Associação Brasileira de Imprensa, e ainda, pertenceu à Câmara de Reajustamento Econômico.